# چویکو
چویکو (به اسپانیایی: Ch'uyku) یک کوه در پرو است که در منطقه خونین واقع شده‌است. چویکو ۵٬۰۰۰ متر بالاتر از سطح دریا واقع شده‌است.